# 결정립계

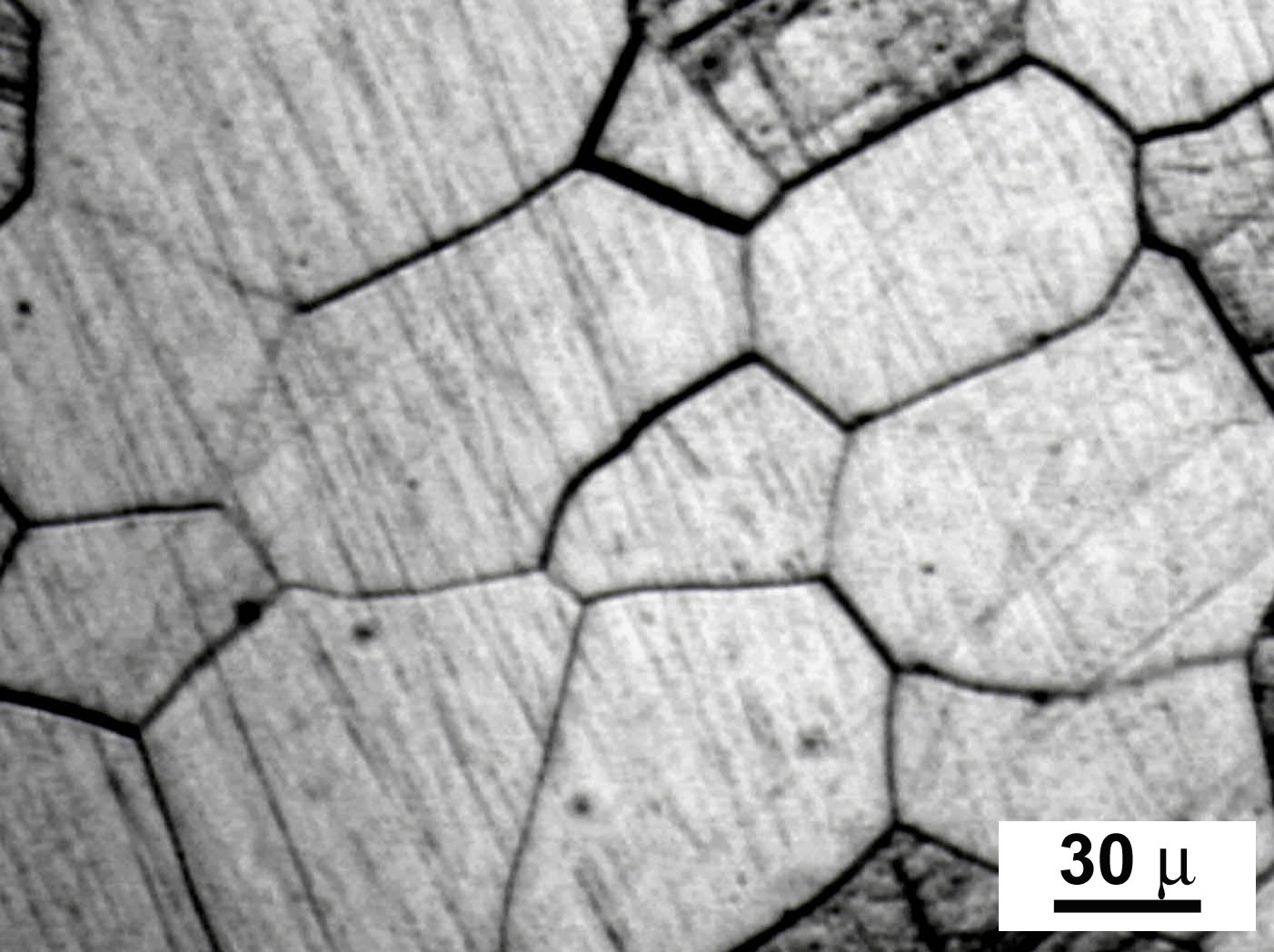

결정립계(grain boundary, 結晶粒界)는 결정립의 경계인 결정 결함이다. 다른 부분과 달리 반응성이 강한 곳이다. 결정립계가 많아져서 결정립이 미세해질수록 금속의 강도가 커진다. 도체에서는 결정립계가 전도도를 낮추지만, 일부 부도체에서는 반대로 결정립계가 전도도를 높일 수 있다. 대부분의 결정립계는 부식 발생이나 침전이 일어나기 쉬운 장소이다. 또한 크리프가 일어나는 메커니즘에도 중요하다. 한편으로 결정립계는 물질을 통한 전위의 움직임을 방해하므로, 미결정의 크기를 줄이는 것은 기계적 강도를 높이기 위한 흔한 방식이다.